# Gulstreckad bulbyl
Gulstreckad bulbyl (Pycnonotus finlaysoni) är en asiatisk fågel i tättingfamiljen bulbyler.

## Utseende och läten
Gulstreckad bulbyl är en 19–20 cm lång rätt färglös bulbyl, bortsett från gul undergump och breda gula streck på panna, örontäckare, strupe och bröstets överdel. Nedre delen av bröstet är gråaktigt med tunna vitaktiga streck. Underarten davisoni i södra Burma, av vissa behandlad som egen art, saknar tydliga gula streck på panna och örontäckare, mindre streck på strupen, grönare hjässa och övergump, ljusa ögon och generellt mörkare fjäderdräkt på resten av ovansidan, bröstet och flankerna. Sången återges i engelsk litteratur som ett "whit-chu whic-ic" eller "whit whit-tu-iwhit-whitu'tu".

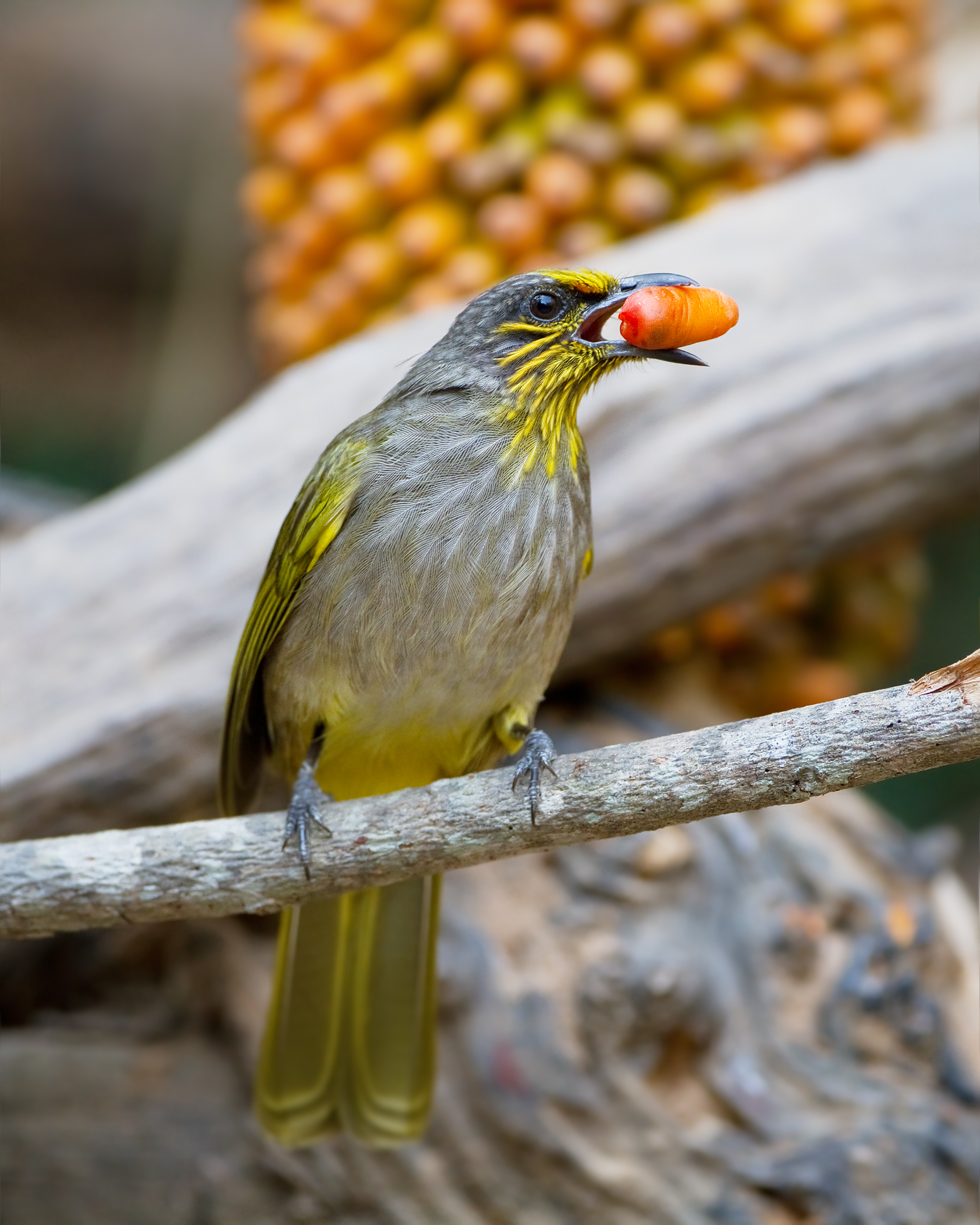

## Utbredning och systematik
Gulstreckad bulbyl förekommer på kontinentala delen av Sydostasien. Den delas in i två underarter med följande utbredning:
- Pycnonotus finlaysoni eous – förekommer i sydöstra Burma, sydvästra Kina (södra Yunnan), Thailand och södra Indokina
- Pycnonotus finlaysoni finlaysoni – förekommer på Malackahalvön

Ljusögd bulbyl (P. davisoni) kategoriserades tidigare som underart till gulstreckad bulbyl.

## Levnadssätt
Fågeln hittas i ungskog, buskmarker och öppna delar av både städsegrön lövskog och blandskog upp till 1500 meters höjd. Den bygger ett prydligt litet skålformat bo som placeras 0,6 till sex meter ovan mark i ett sly eller en buske. Däri lägger den två till fyra ägg.

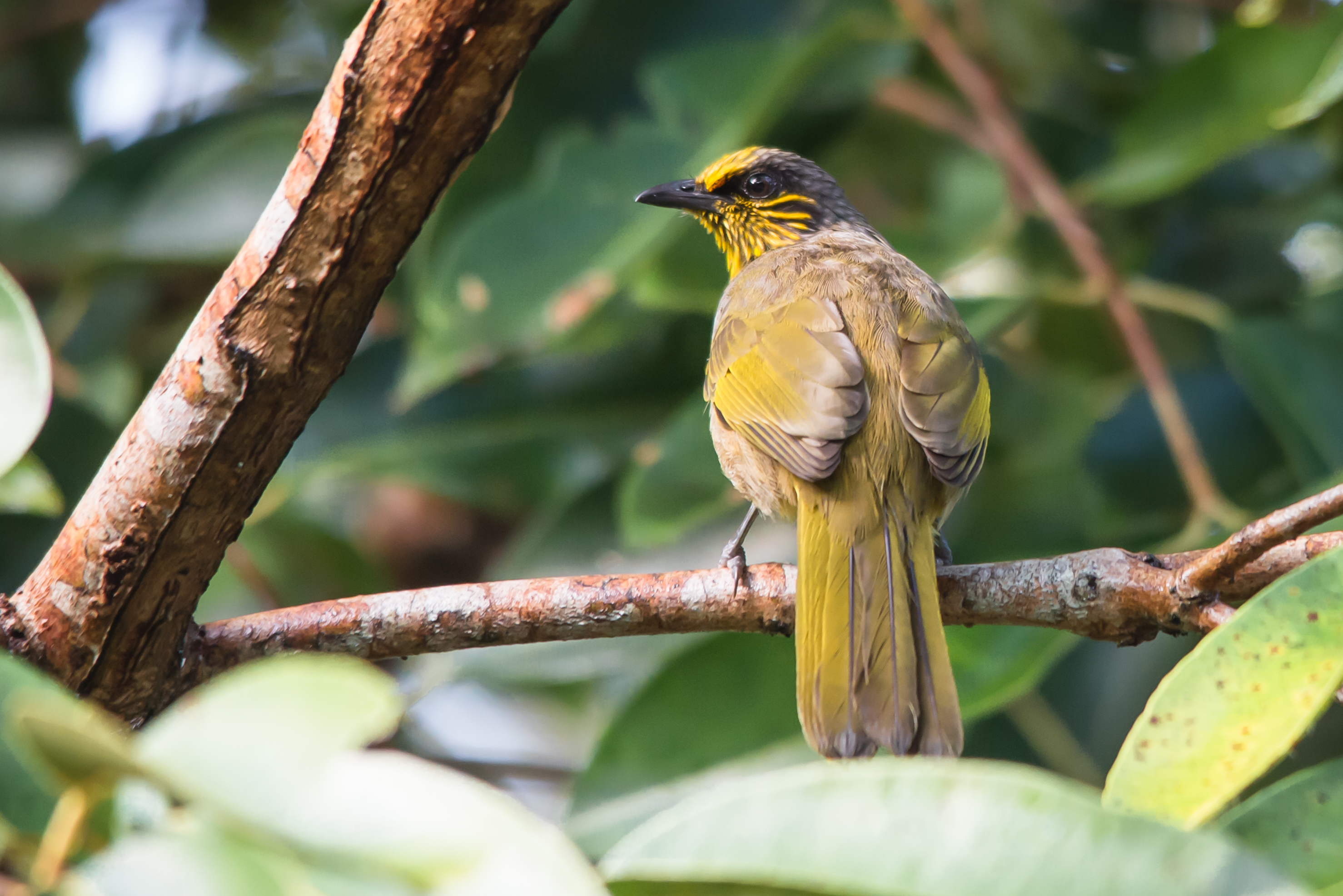

## Status och hot
Internationella naturvårdsunionen IUCN kategoriserar arten som livskraftiga. Det finns inga tecken på vare sig några substantiella hot eller att populationen minskar.

## Namn
Fågelns vetenskapliga artnamn hedrar George Finlayson (1790-1823), skotsk kirurg och naturforskare verksam i Indien och Indokina.